# Agustín Herrera Osuna
Agustín Enrique Herrera Osuna (Los Mochis, Sinaloa, 22 de marzo de 1985) es un exfutbolista mexicano. Actualmente se encuentra retirado, su último equipo fue el Deportivo Mixco de la Primera División del Fútbol de Guatemala.

## Trayectoria
Surgió de las Fuerzas Básicas del Santos Laguna y recibió la oportunidad de integrarse al primer equipo para el Apertura 2005 de la mano del técnico Eduardo de la Torre. Debutó profesionalmente el 22 de enero de 2006 en la fecha uno del Torneo Clausura, el partido término 1-0 a favor del Club Universidad Nacional.
Anotó su primer gol el 4 de marzo de 2007, entró de cambio al minuto 78' por Oribe Peralta y al 84' anotó después de rematar un centro con la cabeza. El 29 de abril anotó su segundo gol contra el Cruz Azul, el cual significó la salvación del descenso ara el Santos y de paso consiguió un boleto a la fase de repechaje. Se coronó campeón del Torneo Clausura 2008 en donde solamente jugó un solo partido. Cuando Herrera iba al alza y se perfilaba para tener más minutos el Apertura 2009, una jugada fuerte en un partido amistoso contra el Deportivo Toluca le provocó una fractura, lo que hizo necesario una cirugía que lo dejó fuera de las canchas por varios meses. Regresó a las canchas profesionales el 27 de febrero de 2010 en un partido contra el Querétaro que término en empate a 1, este fue el último partido del "Tin" con el equipo lagunero.
Para el Apertura 2010 pasó a préstamo con los Venados de Mérida, en donde jugó 15 partidos y anotó cuatro goles. El siguiente torneo pasó a formar parte de Atlante UTN, participó en 9 partidos y no anotó ni un gol. En el Apertura 2011 tuvo un paso fugaz por Veracruz, jugó 10 partidos. El 2012 fue traspasado a Dorados de Sinaloa, jugó 8 partidos y anotó 2 goles. El segundo semestre de 2012, Herrera no encontró acomodo en algún equipo y se mantuvo por ese tiempo inactivo. En el 2013 pasó al equipo de Altamira, consiguió un gol en 11 partidos.
En junio del 2013 se da a conocer su traspaso al equipo recién ascendido, Coatepeque de Guatemala. El 27 de abril de 2014, le anotó un gol de tiro libre al Universidad SC al minuto 86, lo que significó la victoria de Coatepeque y la salvación del descenso. El 21 de mayo, se anunció su traspaso al Club Social y Deportivo Comunicaciones.
Herrera disputó 23 partidos en su primer torneo con Comunicaciones, marcando 7 goles en la fase regular. El 20 de diciembre de 2014 anotó un doblete en la final de vuelta contra Club Social y Deportivo Municipal llevando a Comunicaciones a conquistar su quinto campeonato de forma consecutiva.

## Estadísticas
| Santos Laguna · México |               |               |     |     |   |    |    |     |     |     |
| 1.ª | 2005-06       | 1             | 0   | -   | - | -  | -  | 1   | 0   |     |
| 1.ª | 2006-07       | 10            | 2   | -   | - | -  | -  | 10  | 2   |     |
| 1.ª | 2007-08       | 10            | 0   | -   | - | -  | -  | 10  | 0   |     |
| 1.ª | 2008-09       | 15            | 2   | -   | - | 5  | 5  | 20  | 7   |     |
| 1.ª | 2009-10       | 1             | 0   | -   | - | 3  | 1  | 4   | 1   |     |
| Total club | Total club    | 37            | 4   | -   | - | 8  | 6  | 45  | 10  |     |
| Mérida · México |               |               |     |     |   |    |    |     |     |     |
| 2.ª | 2010          | 15            | 4   | -   | - | -  | -  | 15  | 4   |     |
| Total club | Total club    | 15            | 4   | -   | - | -  | -  | 15  | 4   |     |
| Atlante UTN · México |               |               |     |     |   |    |    |     |     |     |
| 2.ª | 2011          | 9             | 0   | -   | - | -  | -  | 9   | 0   |     |
| Total club | Total club    | 9             | 0   | -   | - | -  | -  | 9   | 0   |     |
| Veracruz · México |               |               |     |     |   |    |    |     |     |     |
| 2.ª | 2011          | 10            | 0   | -   | - | -  | -  | 10  | 0   |     |
| Total club | Total club    | 10            | 0   | -   | - | -  | -  | 10  | 0   |     |
| Dorados · México |               |               |     |     |   |    |    |     |     |     |
| 2.ª | 2012          | 8             | 2   | -   | - | -  | -  | 8   | 2   |     |
| Total club | Total club    | 8             | 2   | -   | - | -  | -  | 8   | 2   |     |
| Altamira · México |               |               |     |     |   |    |    |     |     |     |
| 2.ª | 2013          | 11            | 1   | 5   | 1 | -  | -  | 16  | 2   |     |
| Total club | Total club    | 11            | 1   | 5   | 1 | -  | -  | 16  | 2   |     |
| Coatepeque · Guatemala |               |               |     |     |   |    |    |     |     |     |
| 1.ª | 2013-14       | 41            | 20  | -   | - | -  | -  | 41  | 20  |     |
| Total club | Total club    | 41            | 20  | -   | - | -  | -  | 41  | 20  |     |
| Comunicaciones · Guatemala |               |               |     |     |   |    |    |     |     |     |
| 1.ª | 2014-15       | 46            | 18  | -   | - | 4  | 1  | 50  | 19  |     |
| 1.ª | 2015-16       | 21            | 2   | -   | - | 3  | 0  | 24  | 2   |     |
| 1.ª | 2019-20       | 30            | 19  | -   | - | 7  | 2  | 37  | 21  |     |
| 1.ª | 2020-21       | 36            | 13  | -   | - | 1  | 1  | 37  | 14  |     |
| Total club | Total club    | 133           | 52  | -   | - | 15 | 4  | 148 | 56  |     |
| Antigua Guatemala · Guatemala |               |               |     |     |   |    |    |     |     |     |
| 1.ª | 2015-16       | 23            | 11  | -   | - | -  | -  | 23  | 11  |     |
| 1.ª | 2016-17       | 48            | 29  | -   | - | 4  | 0  | 52  | 29  |     |
| 1.ª | 2017-18       | 48            | 26  | -   | - | -  | -  | 48  | 26  |     |
| 1.ª | 2018-19       | 45            | 23  | -   | - | -  | -  | 45  | 23  |     |
| Total club | Total club    | 164           | 89  | -   | - | 4  | 0  | 168 | 89  |     |
| C. D. Cobán Imperial · Guatemala |               |               |     |     |   |    |    |     |     |     |
| 1.ª | 2021-22       | 16            | 2   | -   | - | -  | -  | 16  | 2   |     |
| Total club | Total club    | 16            | 2   | -   | - | -  | -  | 16  | 2   |     |
| D. Mixco · Guatemala |               |               |     |     |   |    |    |     |     |     |
| 1.ª | 2022-23       | 17            | 4   | -   | - | -  | -  | 17  | 4   |     |
| Total club | Total club    | 17            | 4   | -   | - | -  | -  | 17  | 4   |     |
| Total carrera | Total carrera | Total carrera | 461 | 178 | 5 | 1  | 27 | 10  | 493 | 189 |
| (1)Incluye datos de la Copa México (2013) (2)Incluye datos de la Concacaf Liga de Campeones (2008-09, 2014-15) y SuperLiga Norteamericana (2009) |               |               |     |     |   |    |    |     |     |     |

## Palmarés

### Campeonatos nacionales
| Título           | Club                    | País      | Año    |
| ---------------- | ----------------------- | --------- | ------ |
| Primera División | Club Santos Laguna      | México    | C-2008 |
| Liga Nacional    | Comunicaciones F. C.    | Guatemala | A-2014 |
| Liga Nacional    | Comunicaciones F. C.    | Guatemala | C-2015 |
| Liga Nacional    | Antigua Guatemala F. C. | Guatemala | A-2016 |
| Liga Nacional    | Antigua Guatemala F. C. | Guatemala | A-2017 |
| Liga Nacional    | Antigua Guatemala F. C. | Guatemala | C-2019 |

### Distinciones individuales
| Distinción                                           | Año  |
| ---------------------------------------------------- | ---- |
| Campeón de goleo de la Primera División de Guatemala | C-17 |
| Campeón de goleo de la Primera División de Guatemala | C-18 |
| Campeón de goleo de la Primera División de Guatemala | A-18 |
| Campeón de goleo de la Primera División de Guatemala | C-19 |